# Pulau Bengkalak
Pulau Bengkalak is een bestuurslaag in het regentschap Simeulue van de provincie Atjeh, Indonesië. Pulau Bengkalak telt 378 inwoners (volkstelling 2010).